# Gouttes pectorales du Dr. Bateman

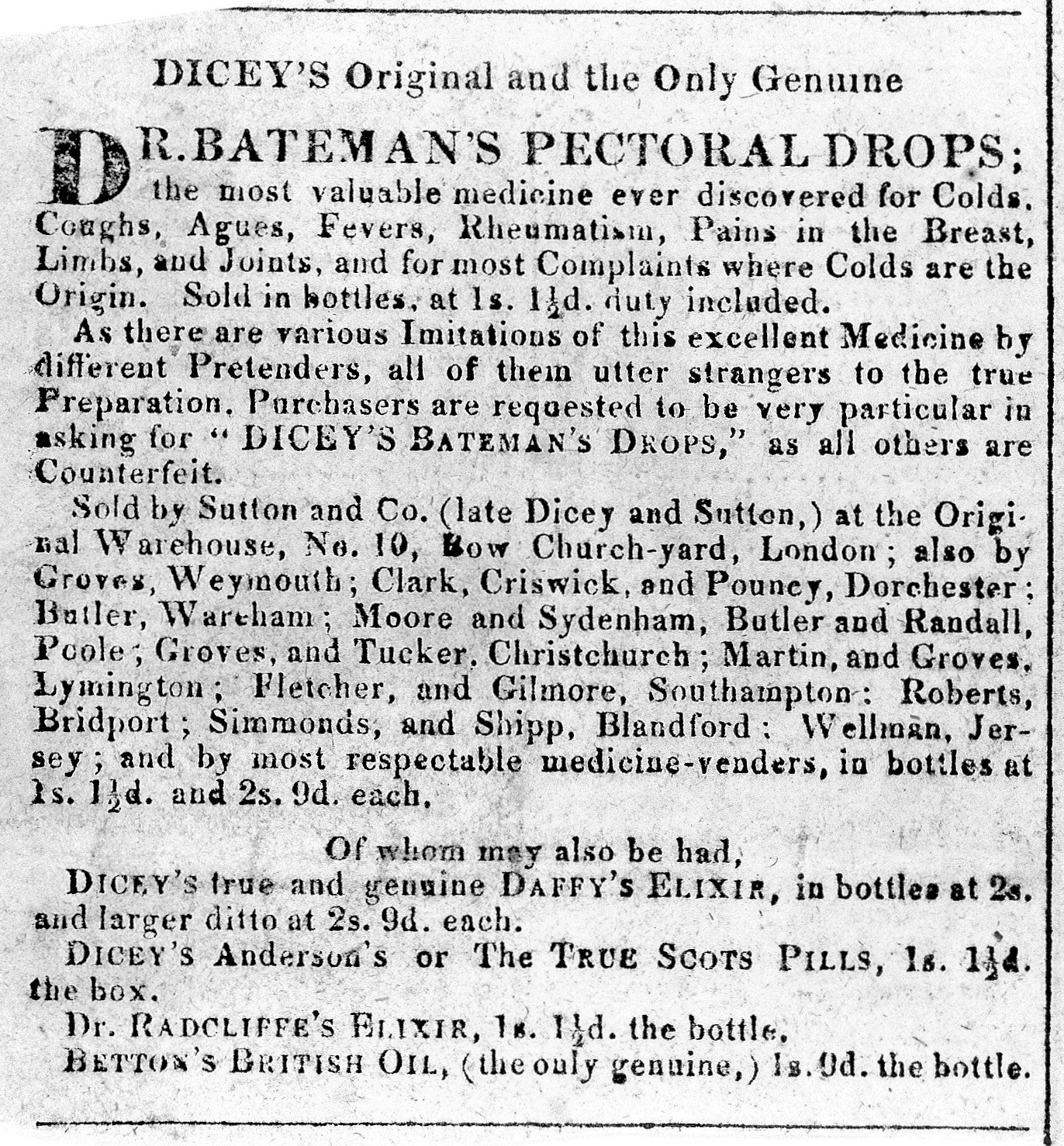
Encart publicitaire pour les gouttes du Dr. Bateman.

Les gouttes pectorales du Dr Bateman (également connues sous les noms de gouttes Bateman et Stoughton et gouttes Barclay et Bateman) sont un médicament, populaire en Grande-Bretagne et en Amérique du Nord du début du XVIIe au début du XXe siècle, breveté pour les troubles respiratoires. Elles ont ensuite été commercialisées comme remède pour « toutes les affections rhumatismales et chroniques, les douleurs des membres, des os et des articulations, la grippe et les rhumes violents ».

## Ingrédients
Les gouttes pectorales du Dr Bateman étaient similaires à l'élixir parégorique : une teinture d'opium et de camphre. On y ajoutait du cachou, un arôme d'anis et un colorant. Au fil des ans, plusieurs formules ont vu le jour. Les gouttes de Bateman étaient annoncées comme destinées aux nourrissons et aux adultes et étaient dosées en conséquence. La formule des gouttes du Dr Bateman est publiée en 1833 par le Philadelphia College of Pharmacy : l'effet calmant sur les rhumatismes et les troubles rénaux est dû à la présence d'alcool et d'opium.

## Origine
La formule originale a été mise au point par Benjamin Okell de Northampton, avant 1711, date à laquelle un brevet (en) a été accordé pour sa fabrication. Les premières publicités sont connues dans le Northampton Mercury (en) en 1720.

## Commercialisation
Au milieu du XIXe siècle, une grande variété de fabricants, de formules et d'appellations sont présents sur le marché. Ainsi, une annonce parue dans The Derby Mercury (en) en 1842 concerne les Barclay's Bateman's Drops, c'est-à-dire les gouttes de Barclay et Bateman.

## Dangerosité
En 1822, le médecin anglais Richard Reece (en) attire l'attention sur la dangerosité de cette préparation :

« L'ingrédient actif de cette préparation est l'opium qui, dans les cas de rhumatisme chronique et de toux chronique, peut, dans un cas sur cent, apporter un soulagement temporaire. Dans les cas aigus comme la fièvre, le rhume et la toux, il est capable de causer des dommages irréparables en désorganisant la tête, en constipant les intestins et en accélérant la circulation. Dans l'asthme humide et la toux constitutionnelle, ce remède, en freinant l'expectoration, s'avérerait très préjudiciable. Il s'agit en fait d'une solution déguisée d'opium qui, entre les mains des ignorants, est un remède très dangereux. »

Trois ans plus tard, en 1825, le peintre anglais William Owen meurt, empoisonné accidentellement par une surdose de gouttes Barclay, dont le flacon était mal étiqueté.